# 爆心 長崎の空
『爆心 長崎の空』（ばくしん ながさきのそら）は、2013年の日本映画。
長崎市役所職員、長崎原爆資料館の館長でもある小説家、青来有一による連作短編集『爆心』を原作とした実写映画。
原爆を直接的に描いた作品ではなく、被爆三世である主人公を中心とした現代の長崎の人々の物語である。

## あらすじ
ごく普通だが幸せな生活を送っていた女子大生・門田清水。ある日、何の前触れもなく母が他界してしまう。ちょっとしたことで喧嘩をしてしまい、そのことを謝罪できなかった彼女は後悔の念にかられ、母が亡くなったことを受け止められずにいた。一方、娘の一周忌が間近に迫る高森砂織は、娘が亡くなってから悲しみに暮れていた。さらに自身が妊娠していることを知り、パニックになってしまう。やがて清水と砂織は、浦上天主堂周辺で巡り合い…。

## キャスト
- 門田清水：北乃きい
- 高森砂織：稲森いずみ
- 廣瀬勇一：柳楽優弥
- 山口光太：北条隆博
- 門田晶子：渡辺美奈代
- 門田守和：佐野史郎
- 高森博好：杉本哲太
- 高森龍江：宮下順子
- 高森美穂子：池脇千鶴
- 高森良一：石橋蓮司

## スタッフ
- 監督：日向寺太郎
- 原作：青来有一 「爆心」(文春文庫刊)
- 脚本：原田裕文
- 撮影：川上皓市
- 照明：川井稔
- 編集：川島章正
- 録音：橋本泰夫
- 音楽：小曽根真
- 主題歌：小柳ゆき「ひまわり」
- 題字：金子兜太
- 配給：パル企画

## 発表
2013年6月21日、第16回上海国際映画祭コンペティション部門にて上映された。日本では、7月13日に上映が開始された。